# Amerila rothi
Amerila rothi là một loài bướm đêm thuộc phân họ Arctiinae, họ Erebidae.